# NGC 1586
NGC 1586 este o galaxie spirală situată în constelația Eridanul. A fost descoperită în 30 decembrie 1861 de către Heinrich Louis d'Arrest. Se află la o distanță de 45,71 de megaparseci de Pământ.